# Small Astronomy Satellite 2
Der Small Astronomy Satellite 2 (SAS-2), ein Projekt der NASA, war eines der ersten Weltraumteleskope zum Nachweis kosmischer Gammastrahlung.
SAS-2 (auch als SAS-B und Explorer 48 bekannt) wurde am 15. November 1972 mit einer Scout-Rakete von der San-Marco-Plattform aus in eine niedrige äquatoriale Erdumlaufbahn gebracht. Er nahm am 19. November 1972 den Betrieb auf, die Mission endete am 8. Juni 1973 durch ein Problem mit der Stromversorgung des Satelliten.
Einziges Instrument war eine Funkenkammer für den Energiebereich 20 MeV – 1 GeV. In 27 Beobachtungen von jeweils etwa einer Woche Dauer wurden 55 % des Himmels, darunter fast die gesamte Ebene der Milchstraße, beobachtet. SAS-2 gewann damit einen Überblick über einzelne Gammaquellen am Himmel und über die diffuse Gammaemission und ihre Verbindung mit anderen Strukturen der Milchstraße. SAS-2 entdeckte auch die Quelle Geminga.